# Černorizec Hrabăr
Černorizec Hrabăr, noto anche come Hrabar Chernorizetz o Hrabar Chernorizetz (880 circa – 930 circa), è stato uno scrittore bulgaro.

## Biografia

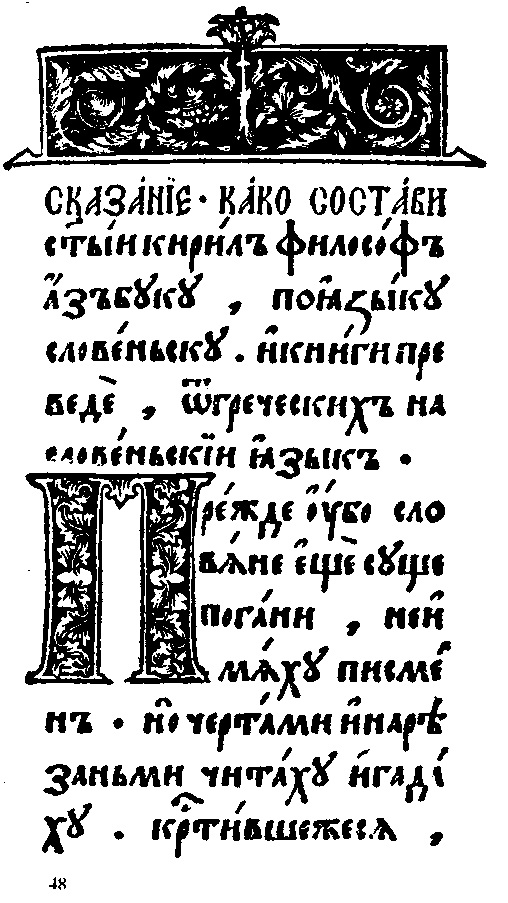
Pagina di O pismenechi nell'edizione Острожского букваря di Ivan Fedorov (Ostrog, 1578).

Il suo nome è composto dalla parola "Černorizec", che significa "il monaco" e dal termine "Hrabăr" che è uno pseudonimo, sotto il quale si nasconde, probabilmente, un'importante personalità politica del suo tempo, da molti storici ritenuto lo zar Simeone I.
Non si hanno informazioni biografiche sicure dello scrittore, tranne l'informazione che fu posteriore a Clemente ed a Naum, morti rispettivamente nel 916 e nel 910, due prestigiosi allievi di Cirillo e Metodio che ebbero la capacità di diffondere la lingua paleoslava in Bulgaria, grazie alla scuola di Ohrida.
Černorizec Hrabăr è noto soprattutto per il suo trattato intitolato O pismenechi ("Intorno alle lettere"), composto intorno all'inizio del X secolo o comunque subito dopo il concilio della chiesa bulgara effettuato nell'anno 893. Lo scritto è considerato non solamente uno dei più popolari della letteratura slava antica, ma anche un documento filologico e storico importante visto che è uno dei pochi lavori medioevali che segnali l'anno esatto dell'invenzione dell'alfabeto glagolitico (855).
Le lettere citate nel titolo, quindi sono quelle dell'alfabeto slavo (cirillico o glagolitico), che veniva ai quei tempi contrastato dai fautori dell'alfabeto greco che osteggiavano, conseguentemente, i riti religiosi in lingua slava.
Nella prima parte del trattato, lo scrittore descrisse la situazione precedente alla cristianizzazione, durante la quale, mancando testi sacri e libri in generale, gli slavi ricorrevano ad intagli oppure a segni per fare i calcoli e leggere. In una fase seguente, una volta convertiti alla nuova fede, gli slavi, secondo la testimonianza di Černorizec Hrabăr, cercarono di scrivere tramite l'alfabeto greco, che però si dimostrò insufficiente per indicare i suoni slavonici. Di qui l'invenzione dell'alfabeto glagolitico per merito del filosofo Costantino detto Cirillo.
Nella seconda parte del trattato l'autore si occupò invece di difendere strenuamente il nuovo alfabeto contestando sia l'ipotesi della superiorità della lingua greca, sia l'inopportunità di utilizzare il nuovo alfabeto per riti sacri.
La più vecchia copia del manoscritto O pismenechi risale al 1348 e fu eseguita dal monaco Laurentius per lo zar Ivan Alessandro di Bulgaria. Successivamente il lavoro fu stampato anche a Vilnius (1575), Mosca (1637), San Pietroburgo (1776).